# Dolanský potok (přítok Berounky)
Dolanský potok je malý potok v okrese Plzeň-sever, levostranný přítok Berounky.
Svůj tok začíná poblíž silnice spojující Studenou s Hlinci v nadmořské výšce 370 m. Zprvu teče jižním až jjz. směrem, později se prudce stáčí k jihovýchodu a protéká zalesněnou roklí, kde je na něm malý rybníček. U lokality Ve Svaté jižně od Studené mění směr toku opět k jihu a klikatící se tok teče celkově k jihovýchodu. Od křížení potoka s cestou spojující osady Dolany a Ptyč se mění charakter údolí – na levém břehu jsou prudší, k jihu obrácené svahy, zatímco pravý břeh je pozvolný. V údolní nivě Berounky byl v minulosti jeho tok upraven a posunut, přičemž se napřímil a vzdálil od kostela sv. Petra a Pavla. Dolanský potok ústí do Berounky na jejím 85. říčním kilometru v nadmořské výšce 258 m.